# جی ارلی
جی ارلی (به انگلیسی: Jay Earley) دانشمند کامپیوتر و روانشناس آمریکایی و نظریه پرداز روانشناختی و اجتماعی است. ایشان دارای دو مدرک دکترا در رشته‌های کامپیوتر و روانشناسی هستند.
ایشان رشته کامپیوتر را در کارنگی ملون خوانده‌اند و عضویت در هیئت علمی دانشگاه برکلی در کالیفرنیا را در سابقه خود دارند. همچنین مقالات متعددی در رشته کامپیوتر منتشر کرده‌اند. 
وی تجزیه کننده ارلی را در اوایل حرفه خود در علوم کامپیوتر اختراع کرده‌اند.   او سپس تبدیل به یک روانشناس بالینی با تخصص در گروه درمانی و سیستم های داخلی خانواده درمانی (IFS) ، از جمله کار با منتقد درونی شد . دکتر جی ارلی، یک سیستم شخصیت موسوم به سیستم الگو و همچنین یک وب اپلیکیشن با نام سفر خود درمانی را برای درمان روانشناختی و تغییر رفتار ایجاد کرده است.   ایشان حدود نیم قرن تجربه رواندرمانگری دارند.
جی ارلی هم به تدریس مدل IFS به قشر عمومی برای خود درمانی اشتغال دارند و هم دوره‌های تخصصی را برای تربیت رواندرمانگران ارائه می‌کنند.
دکتر ارلی، به تدریس و نوشتن ساده مفاهیم پیچیده روانشناختی و تکنیکهای درمانی شناخته شده است.
علاوه بر این، ایشان مبدع یک مدل روانشناختی به نام مدل سیستم الگو هستند که روشی است برای فهم بخش‌های روان انسان، رفتار و ظرفیتهای سالم، پویایی درونی و مشکلات زیربنایی روانی.
همچنین این مدل برای کشیدن نقشه روان یک فرد، درک نحوه رفتار افراد و ارتباطشان با دیگران و هدایت فرآیند درمانی IFS هم کاربرد دارد.